# ماريتا فوسام
ماريتا فوسام (بالنرويجية البوكمول: Marita Fossum)‏ هي كاتِبة نرويجية، ولدت في 14 مارس 1965.